# Mrs Yates
Pour les articles homonymes, voir Yates.
 (avril 2023).
Si vous disposez d'ouvrages ou d'articles de référence ou si vous connaissez des sites web de qualité traitant du thème abordé ici, merci de compléter l'article en donnant les références utiles à sa vérifiabilité et en les liant à la section « Notes et références ».
Mary Ann Yates, dite Mrs Yates, née Graham en 1728 à Birmingham et morte en 1787, est une actrice de théâtre britannique. Elle est aussi connue sous les noms d’Anna Maria Yates ou de Mary Anne Yates.
Seconde épouse de l'acteur Richard Yates (en), elle était une des plus importantes tragédiennes de son pays, faisant la célébrité du théâtre de Drury Lane. Selon Jean-Guillaume d'Archenholz, elle aurait été présidente d'une association informelle de femmes lesbiennes, l'Anandrinic Society.

## Biographie

### Naissance
Mary Ann Graham est la fille de Mary et William Graham, lieutenant du capitaine de l’Ariel, inhumés à Richmond respectivement le 24 novembre 1777 et le 19 septembre 1779. Certaines sources douteuses la font naître à Londres en 1738 et lui donnent comme nom de naissance Anna Maria.

### Débuts
En 1752, Graham aurait essayé de faire ses débuts sur scène à Dublin dans le Henri VIII de William Shakespeare, auditionnant pour le rôle d'Anne Boleyn. Sans que cela ne soit certain non plus, elle aurait été engagée comme costumière au théâtre de Drury Lane, avant de faire ses débuts le 25 décembre 1753 avec le personnage de Marcie, de la tragédie Virignia de Samuel Crisp (en), inspirée de l'héroïne romaine Virginie.
Graham enchaine les rôles dans d'importantes tragédies et quelques comédies. Apprentie d'Arthur Murphy et de Richard Yates (en), elle devient une excellente actrice. Elle épouse Yates en 1756 et fait la transition en étant appelée Mrs Yates late Mrs Graham (« Mme Yates, anciennement Mme Graham »).

## Quelques rôles
- 1753 :
  - Virginia : Marcie

- 1754 :
  - The Tragedy of Jane Shore : Jane Shore
  - Phædra and Hippolitus[n 1] : Ismène

- 1755 :
  - L'Homme à la mode : Emilia
  - The Distressed Mother[n 2] : Hermione

- 1756 :
  - Amphitryon : Alcmène

## Galerie
Mrs Yates a été souvent portraiturée de son vivant dans les rôles qu'elle incarne au théâtre. 

Portraits de Mrs Yates dans différents rôles
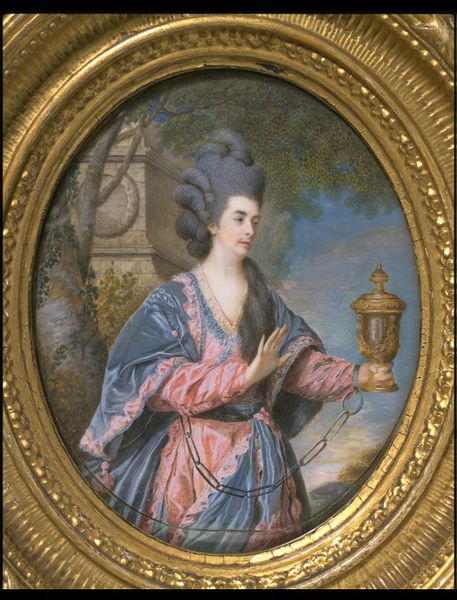
Électre dans l’Oreste de Voltaire, par Samuel Cotes (en). (1769)
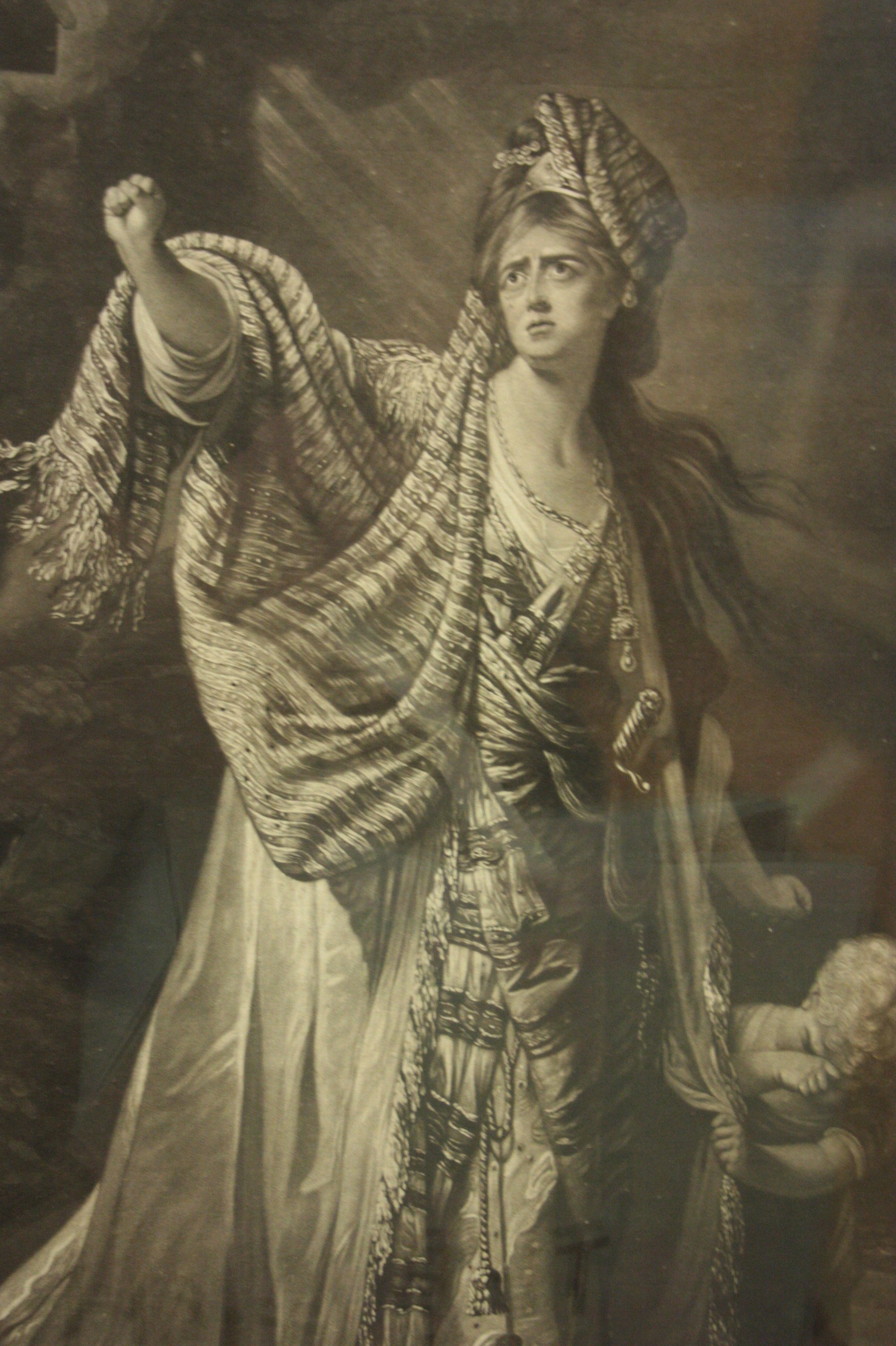
Médée dans Medea Richard Glover, gravure de William Dickinson. (1771)
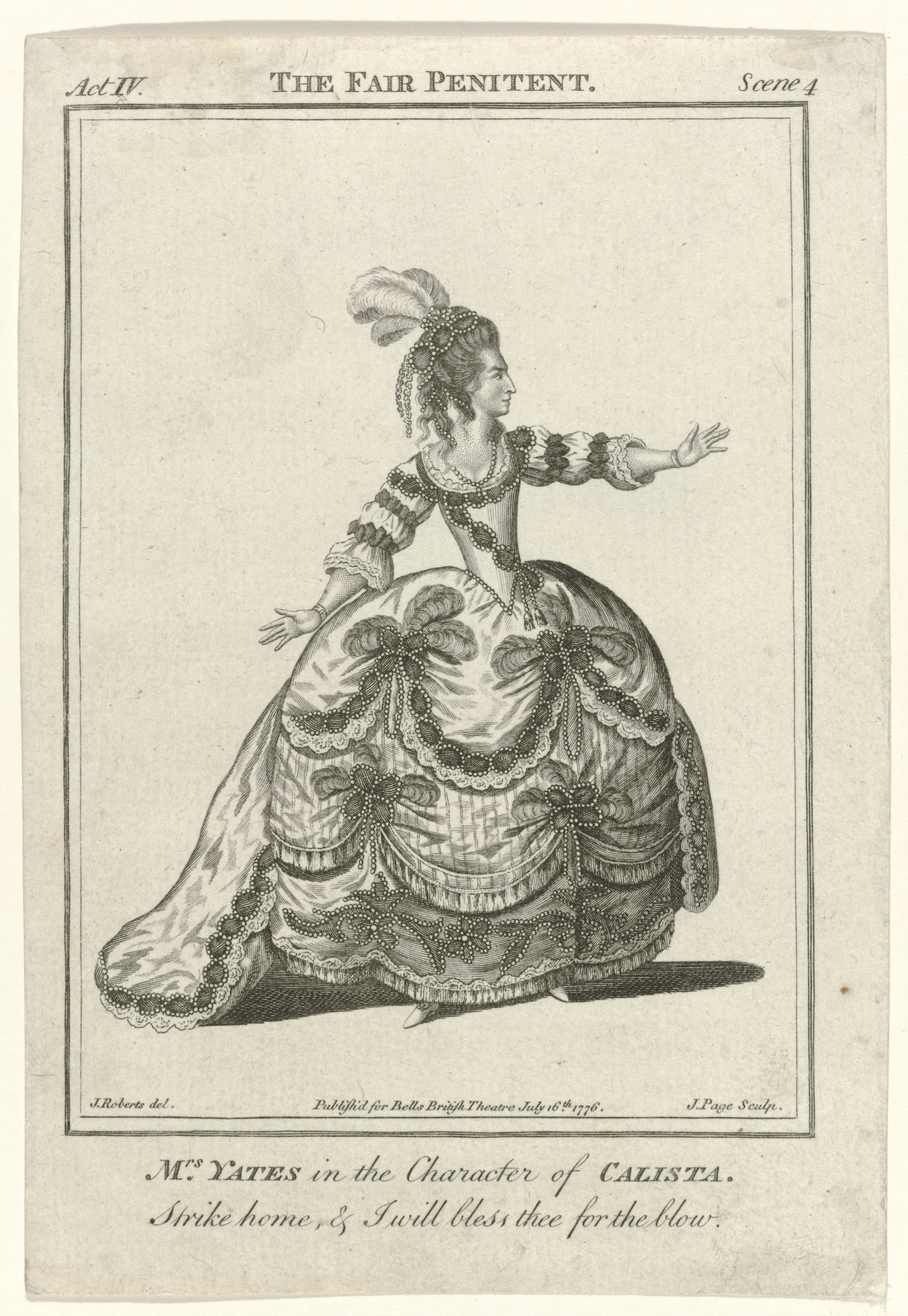
Calista dans La Pénitente juste de Nicholas Rowe, gravure de J. Page d'après James Roberts (en). (1776)
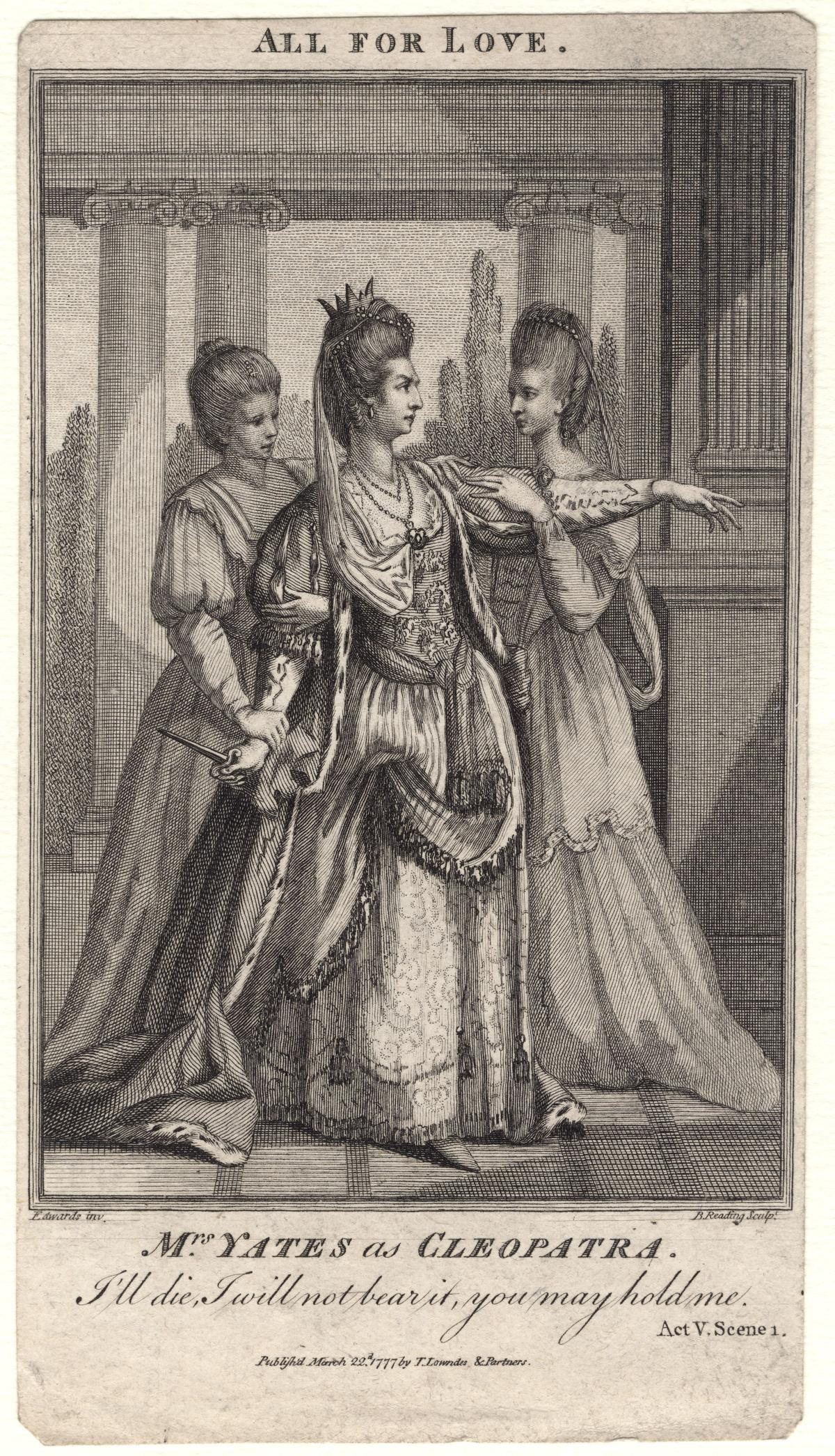
Cléopâtre dans Tout pour l'amour de John Dryden, gravure par Burnet Reading d'après Edward Edwards. (1777)
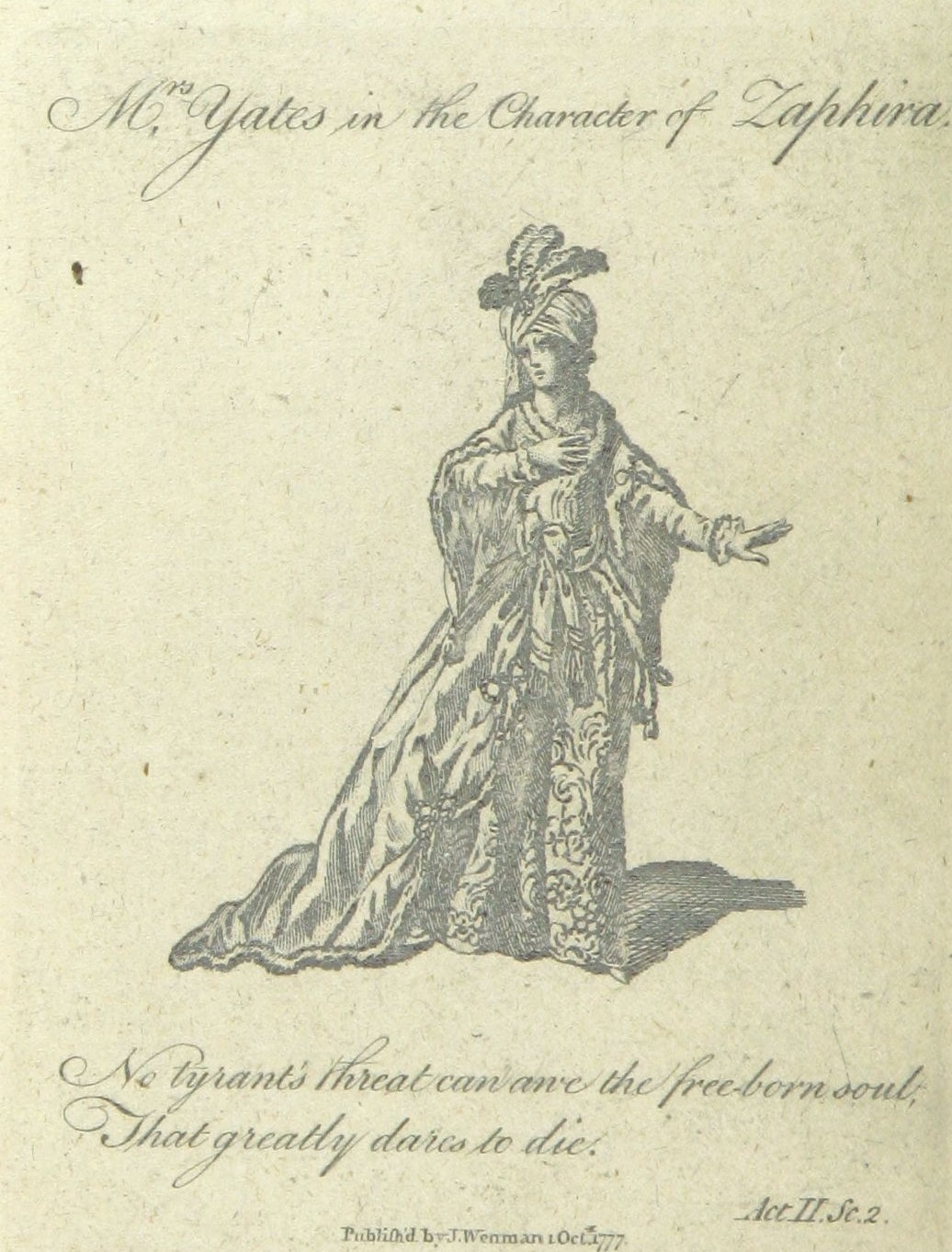
Zaphira dans Barberousse de John Brown. (1777)